# تاريخ المسيحية بين المغول

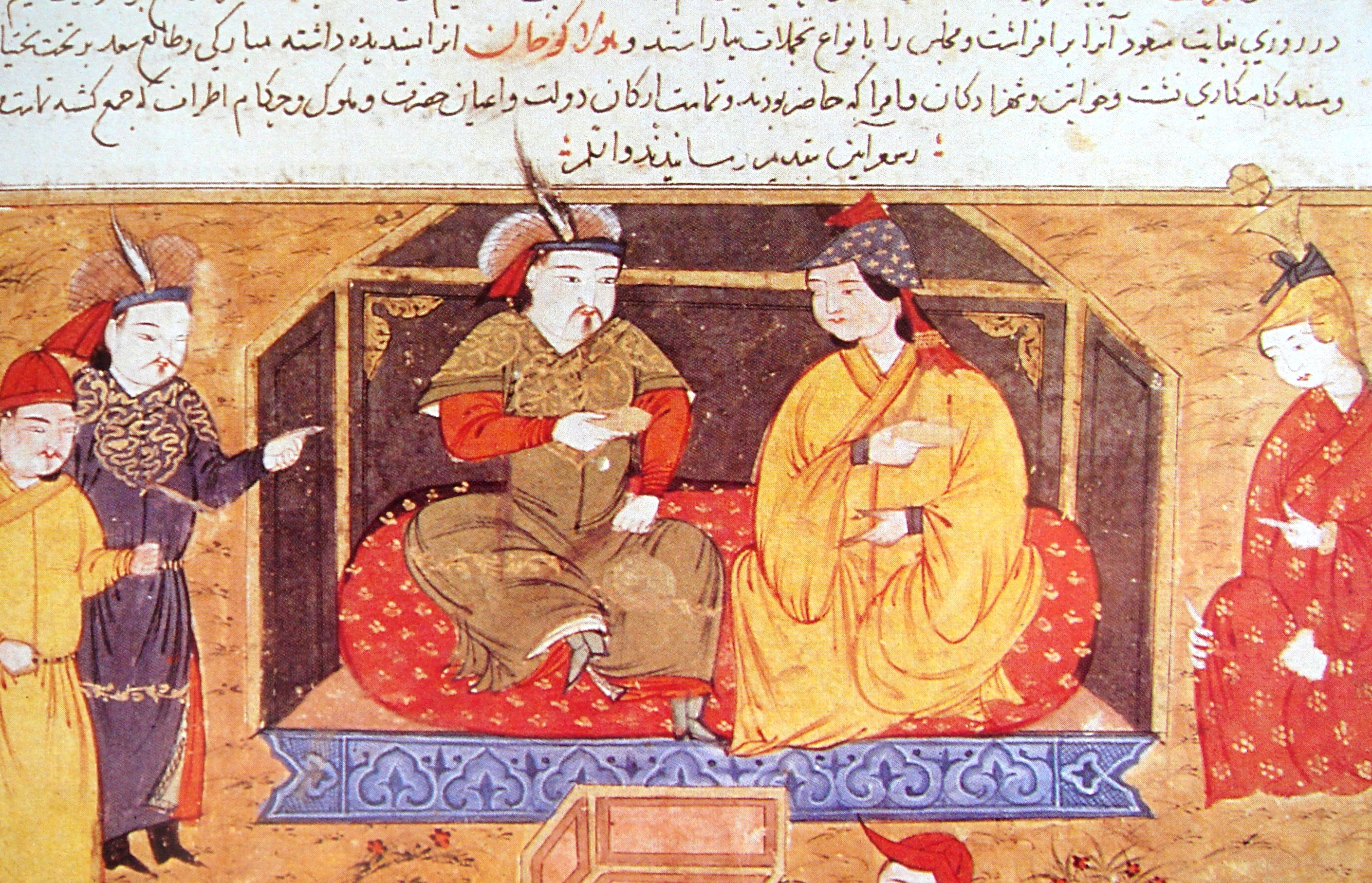
هولاكو حفيد جنكيز خان ومؤسس إمبراطورية المغول ويجلس مع زوجته المسيحية الملكة دقز خاتون.

تذكر سيرة حياة مار أبا وجود أسقف مقيم في تركستان منذ سنة 549، كما انتشرت منذ ذلك الحين العديد من النقوش السريانية وخاصة في بلاد ما وراء النهر في طلاس بكازخستان حاليًا وبنجكنت بطاجكستان. ويبدو من الأخطاء اللغوية في بعض تلك الكتابات أن كاتبها كان على الأغلب من المتحدثين بالصوغدية. أما بحلول القرن التاسع وصلت المسيحية إلى جنوب بحيرة بالخاش بين الصين وكازخستان.
ساعدت الاضطهادات التي واجهتها كنيسة المشرق في العراق بالقرن الحادي عشر على توسعها التدريجي شرقًا، ويلاحظ أنه بجانب السريان المشارقة كان هناك تواجد أقل لكل من السريان المغاربة ومجموعات يهودية وزرادشتية في آسيا الوسطى. كما كان هناك تواجد لكنيسة المشرق شمالا في بيرم بروسيا حاليًا حيث عثر على عدة نقوش سريانية ومخطوطات من الإنجيل يعود بعضها إلى القرنين الخامس والسادس.
بالتوجه شرقًا تصبح اللغة السريانية المستعملة في بعض النقوش، ركيكة وتظهر نقوش مسيحية تركية وتترية، ففي طورفان بشرق الصين عثر على العديد من المخطوطات باللغة الصوغدية وعدد أقل بالسريانية. غير أنه بالرغم من استعمال الصوغدية في القراءات أثناء القداديس إلا ان السريانية ظلت لغة رسمية للكنيسة في تلك الأنحاء كذلك.
قام البطريرك صليبا (714-728) بتنظيم الوجود المسيحي في وسط وشرق آسيا بأن أسس مطرانيات في هرات وسمرقند والصين.
ومن الملاحظ كذلك أن التقسيم الإداري للكنيسة في أسيا الوسطى كان فضفاضًا وقليل التنظيم ويعود السبب في ذلك إلى الكثافة السكانية المنخفضة للغاية واتساع مساحة الولايات البطريركية.

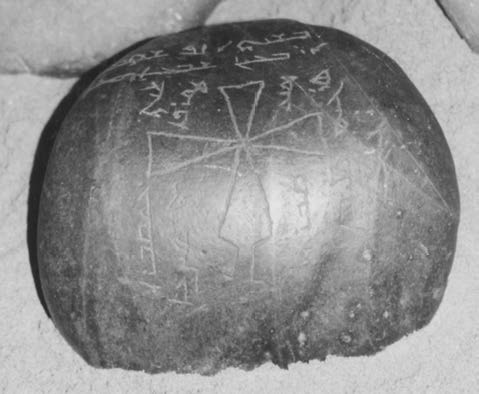
شاهد قبر مسيحي سرياني من القرن الثالث عشر أو الرابع عشر في قيرغيزستان.

ازدادت العناصر التركية في أسيا الوسطى على حساب الصوغديين على أثر هجرة الويغور غربا ابتداءً من القرن التاسع. كما انتشرت المسيحية بشكل سريع بين هذه الأقوام التركية فضمت مملكة غاوتشونغ (قارا خوجا) بشرق الصين عددًا لا بأس به من المسيحيين الذين تركوا مؤلفات جلها مكتوب بالتركية العتيقة والصوغدية.
بحسب ابن العبري اعتنق القيرايتيين المنغوليين المسيحية بعد أن أنقذت رؤية القديس سرجيوس حياة أحد زعمائهم، حيث دعا هذا مطران مرو إلى إرسال كهنة لتعميد شعبه حوالي سنة 1012. كما وافق البطريرك يوحنا السادس على تعديل الطقوس الدينية بين المنغول بحيث تتماشى مع تقاليدهم، فتم استبدال الخمر بحليب الفرس. شهد القرن الحادي عشر تحول قبائل منغولية أخرى إلى المسيحية كالنيمانيين والقيتان الذين انتقلوا غربًا وأسسوا إمارة القرا خيتاي التي أصبحت المسيحية إحدى دياناتها الرسمية.
وكانت هناك مطرانيتين رئيسيتين لكنيسة المشرق في بلاد ما وراء النهر وتركستان بألمالق وكشغار أسسها البطريرك إيليا الثالث (1176-1190) وأخرى بين القارلوق في بيشبك.
بالتوجه شرقًا نحو منغوليا كان الأونغوت الذين اعتنقوا المسيحية يستعملون لغتهم التركية المحلية في الطقوس الدينية، كما اختلطت العادات المسيحية بالشامانية والبوذية بشكل متزايد. وحول بحيرة بايخال انتشرت المسيحية بين المرقيتيين. وفي منشوريا بأقصى شمال شرق الصين تحولت عدة قبائل تنغوسية إلى المسيحية، كما انتشرت مقابر مسيحية في عدة أجزاء في شمال شرق الصين.

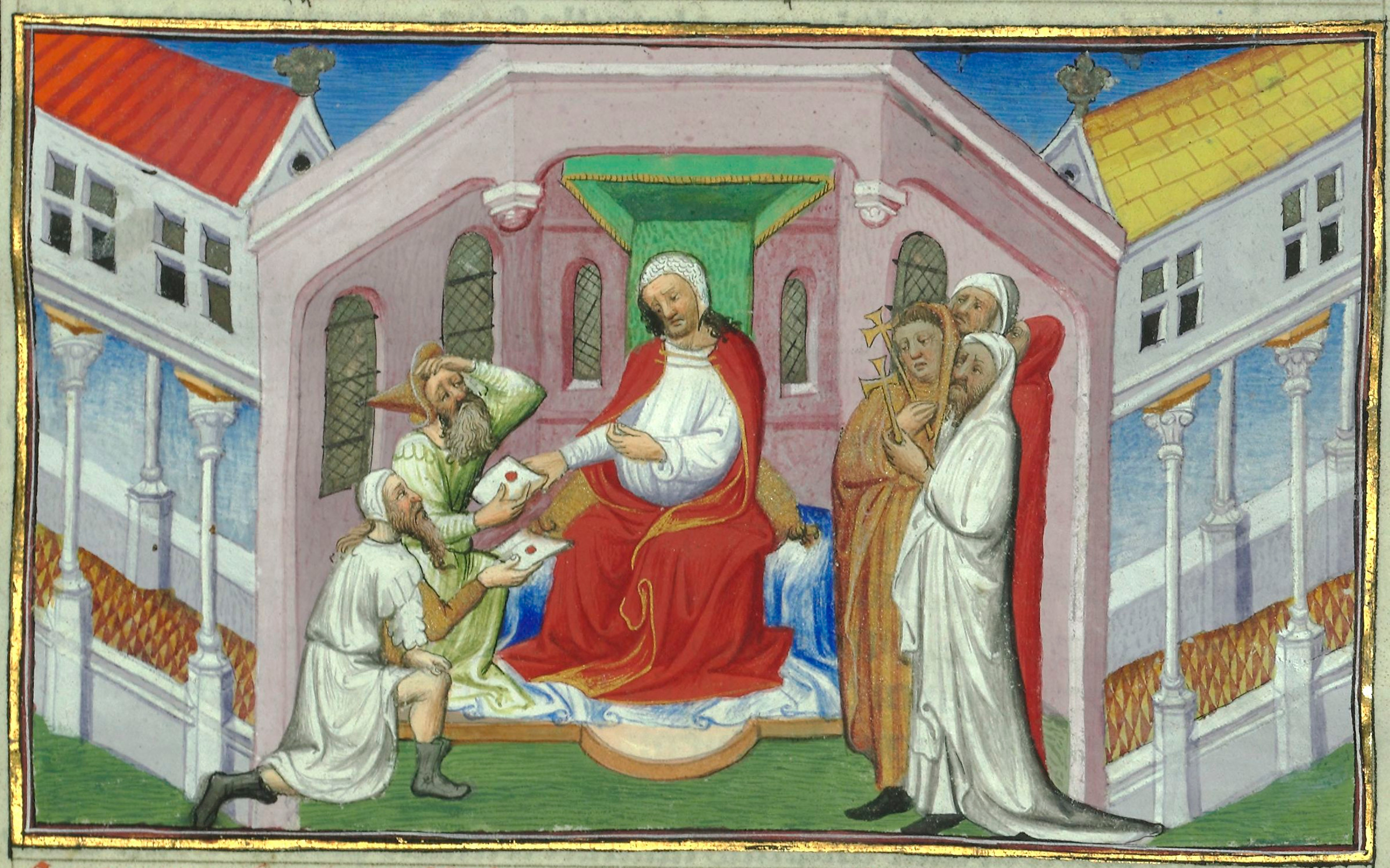
وانغ خان أحد القرايتيين المسيحيين التابعين لجنكيز خان مصورا على هيئة الكاهن يوحنا الأسطوري.

أعتنق بعض المنغوليين المسيحية، لعل أبرزهم قبائل الأونغوت التي استوطنت المنطقة الواقعة شمال النهر الأصفر. وبسبب تحالفهم مع جنكيز خان خلال معاركه مع النيمانيين (الذين اعتنقوا المسيحية كذلك) تمكنوا من الوصول لمراكز قيادية مرموقة وتأسيس مملكة في منغوليا الداخلية. ورسخ أحد ملوكهم هذا التحالف بأن تزوج بإحدى حفيدات قوبلاي خان.
لم تكن هذه التحالفات ضمانة للمسيحيين في آسيا الوسطى، فحين اجتاح المغول الدولة الخوارزمية سنة 1220 قاموا بقتل جل مسيحيي المدن الكبرى كسمرقند وبخارى ومرو بدون تمييز. وهو الأمر الذي جعل الأوربيون يترددون في الدخول في حلف معهم. على أن المنغول عرفوا فيما بعد بسياسة التسامح مع جميع الديانات بمجرد أن ثبتوا سلطتهم في آسيا الوسطى وفارس.
بعد سقوط بغداد سنة 1258 أصبح للمنغول حدود مشتركة مع الصليبيين ما شجع بابا روما إلى إرسال رهبان فرنسيسكان إلى آسيا الوسطى في محاولة لتحويل المنغول للكثلكة في ظل الحرية الدينية التي تمتعت بها الإمبراطورية المنغولية. وقد تباين الكاثوليك في وصف المنغول المسيحيين، فبحسب وليم الروبروكي كان أتباع كنيسة المشرق من المتعلمين الذين اتقنوا السريانية غالبًا وعمد أساقفتهم أحيانًا إلى وسم كهنة أطفال بسبب ندرة وصول هؤولاء الأساقفة إلى مناطقهم. وينتقد وليم كذلك بعض الكهنة الذين اتخذوا أكثر من زوجة وأدمنوا على الشرب. وربط ماركو بولو بين أمراء المنغول المسيحيين والكاهن يوحنا الذي انتشرت أسطورته في أوروبا حينها.
وتمتع المنغول الذين تبعوا كنيسة المشرق بعدة أمور كانت ممنوعة رسميًا سلفًا، فعلى سبيل المثال لم تكن البتولية مفروضة على كهنتهم. كما خلط بعض رجال الدين المسيحية بتقاليدهم المحلية فكان الكاهن يعتبر شامان في بعض الأحيان. غير أن السريانية استمرت كلغة طقسية بالرغم من قلة معرفة رجال الدين بها بالإضافة لذلك كانت المراكز الدينية العالية حكرًا على مرسلين سريان من الشرق الأوسط.
استمرت كنيسة المشرق بالاتساع في آسيا بنهاية القرن الثالث عشر في ظل يهبلاها الثالث أول بطريرك من آسيا الوسطى. غير أن الإيلخانيين انقلبوا على المسيحيين في عهد أولجايتو. وأدى الاضطهاد الشديد على المسيحية في العراق وبلاد فارس إلى انهيارها في آسيا الوسطى. وعمل تيمورلنك في حملاته إلى استهداف المسيحيين منهيًا بذلك وجود كنيسة المشرق بشكل نهائي في آسيا الوسطى.